# Dexter Goldberg
 (février 2024).
Si vous disposez d'ouvrages ou d'articles de référence ou si vous connaissez des sites web de qualité traitant du thème abordé ici, merci de compléter l'article en donnant les références utiles à sa vérifiabilité et en les liant à la section « Notes et références ».
Dexter Goldberg est un pianiste, compositeur et arrangeur de jazz français né le 27 avril 1987 à Paris.

## Biographie

### Jeunesse
Dexter grandit au sein d'une famille d'artistes,. Il est initié à la musique par les percussions.

### Formation et début de carrière
À partir de 2007, il étudie avec Olivier Hutman, Misja Fitzgerald Michel et Philippe Baudoin. En 2010, il est engagé par le saxophoniste américain Ricky Ford pour deux albums: 7095 (Harmonia Mundi) et le Sacred Concert. Rencontre le batteur Sangoma Everett avec qui il partage la scène, principalement à l'étranger.
Dexter Goldberg intègre alors le Conservatoire national supérieur de musique et de danse de Paris, section jazz et musiques improvisées, où il étudie la composition, le piano et la rythmique auprès de Pierre de Bethmann, Dré Pallemaerts, François Théberge et Riccardo Del Fra. La même année, il joue avec Benny Golson au festival Les Tombées de la nuit.
En 2013 il enregistre son troisième CD avec le quartet de son père, le saxophoniste et fondateur de l'école de jazz ARPEJ Michel Goldberg (Pure Imagination) et apparaît au sein de diverses formations (Ricky Ford Duo, Robin Mansanti Trio, BzH Crew avec Maxence Ravelomanantsoa, en trio avec la chanteuse Camille Bertault, etc.),.

### Carrière
Diplômé du Conservatoire de Paris en 2014, il forme le Dexter Goldberg Trio, avec lequel il remporte le dispositif « Fresh Sound » et le Prix d'Honneur section jazz du Concours international Léopold Bellan,,,.
À partir de 2015, Dexter Goldberg se produit régulièrement au Sunset-Sunside, à la cave du 38 Riv', au Baiser Salé, à Jazz à l'Ouest et au Duc des Lombards. Dexter Goldberg a également une intense activité de sideman et est régulièrement appelé à jouer avec des musiciens de jazz américains et français (Ralph Moore, Gene Perla, Jason Marsalis, Steve McCraven, John Betsch, etc.). Il est aussi fréquemment invité à jouer sur TSF Jazz et France Musique.
Après une tournée au Québec, le Dexter Goldberg Trio enregistre son premier album Tell Me Something New qui paraît sur le label Jazz&People en 2018. Le CD est salué par la presse,,,,,,. En 2019, Dexter Goldberg est finaliste du tremplin ReZZo Focal Jazz à Vienne, où il représente la Région Ile-de-France.
À la suite de la sortie de son premier album, Dexter Goldberg se produit dans de nombreux festivals en France comme Jazz in Marciac, Marseille Jazz des cinq Continents, Jazz à Vienne, Avignon Jazz Festival, Saint-Omer Jazz Festival, L’Anglet Jazz Festival ou encore le Lille Piano Festival,,,. Il enregistre également l'album Grecofuturism en tant que sideman, accompagné des musiciens guadeloupéens Roger Raspail et Arnaud Dolmen. Dexter Goldberg joue pour l'ouverture du Festival des Nancyphonies 2023, en duo avec sa compagne la pianiste classique Louise Akili.
Dexter Goldberg développe sa carrière à l’international et sort à l'automne 2023 son nouvel album Caliboudja (Label Jazz&People, avec le soutien de l'ADAMI, de la SPPF et du Centre national de la musique), distingué du Choc Jazz Magazine et de la mention Indispensable de Jazz News, ainsi que TTT de Télérama,,,,. Le titre One for Ahmad est un hommage au pianiste de jazz américain Ahmad Jamal,,. L'album Caliboudja fait partie des 40 disques de l'année 2023 selon Jazz Magazine.
En début d'année 2024, il revient à Saint-Malo pour un concert , en trio jazz et en duo jazz et classique avec la pianiste Louise Akili,. Durant la Golden Week au Japon (mai 2024), il se produit au Takatsuki Jazz Street Festival, en partenariat avec le Festival Jazz à l'étage, dans le cadre d'un échange culturel entre la France et le Japon. A cette occasion, il joue avec le saxophoniste Pierrick Pédron.
Louise Akili et Dexter Goldberg jouent en duo à quatre mains, notamment au Parc de Bagatelle avec La Pochette Musicale et à la bibliothèque de Dinan. Ils présentent à cette occasion le programme de leur futur album qui mêle classique et jazz, Faits pour s'entendre, qui bénéficie d'un financement participatif sur KissKissBankBank,. A l'automne, le Dexter Goldberg Trio ouvre l'édition 2024 du RhinoJazz(s) Festival en région Rhône-Alpes avec un concert remarqué.
En 2025, à l'occasion de la sortie de l'album Faits pour s'entendre, le duo Louise&Dexter débute une tournée de concerts à Paris, et notamment au sein de l'émission "Générations France Musique, le live" sur France Musique, en Normandie au Festival Les Fieffés Musiciens dans le Cotentin et au Festival de Musique de Menton,.
Louise&Dexter sont les invités de la Matinale de France Musique le 25 juillet 2025, avec la journaliste Suzanne Gervais.

## Discographie

### En tant que leader ou coleader
- 2018 : Tell Me Something New, Dexter Goldberg Trio (Jazz&People/Dexter's Music)
- 2019 : Family Business, avec Michel Goldberg (Ahead)
- 2023 : Caliboudja, Dexter Goldberg Trio (Jazz&People/Dexter's Music)
- 2025 : Faits pour s'entendre, Louise&Dexter (Dexter's Music)

### En tant qu'invité
- 2011 : Ricky Ford & ZeBigBand, 7095 (Ze Big Band Association)
- 2013 : Ricky Ford & ZeBigBand, Sacred Concert (Ze Big Band Association)
- 2013 : Michel Goldberg quartet, Pure Imagination
- 2020 : Marc Boutillot Lands, Transition
- 2021 : Jean-Baptiste Pinet Trio, Ancre (We See Musique Label)
- 2022 : Sybille, Comme Tu Respires
- 2022 : Son Moeun Project, Intérieurs
- 2023 : Monika Kabasele, Grecofuturism (Art District Label)